# Нью-Джерси в Гражданской войне
Штат Нью-Джерси служил источником солдат, экипировки и лидеров для армии Союза в период Гражданской войны в США. Хотя в самом штате не проходило важных сражений, солдаты и добровольцы сыграли важную роль в войне. Такие люди, как Филип Карни и Джордж Макклелан, который руководил Потомакской армией и безуспешно баллотировался на пост Президента США в 1864 году.

## Гражданская война

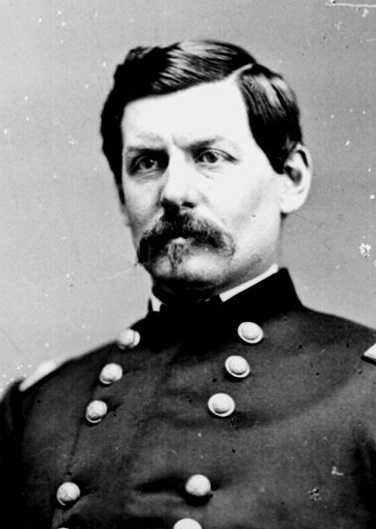
Джордж Макклелан

4 мая 1861, в ответ на призыв президента Линкольна, Военное министерство США запросило у Нью-Джерси 3 пехотных полка для трехлетней службы. 21 мая первый добровольческий полк Нью-Джерси собрался в Кэмп-Олден в Трентоне. Девятый полк был последним покинувшим штат, но первым, вступившим в битву. Дополнительные полки, в том числе артиллерийских и кавалерийский, присоединялись к армии во время войны.
Более 88 000 солдат из Нью-Джерси приняли участие в войне. Было создано 52 полка. Более 23 000 солдат служили в Потомакской армии. Около 6000 потеряли жизни в период конфликта.
Нью-Джерси был одним из немногих штатов, которые голосовали за конкурентов Линкольна в 1860 и 1864 годах, и единственным, кто отверг его кандидатуру дважды.
Многие города, такие как Патерсон и Кэмден значительно выросли в период войны. Они производили много необходимых для солдат ресурсов, включая одежду и амуницию.